# Josef Hassmann
Josef Hassmann, auch Haßmann geschrieben (* 21. Mai 1910; † 1. November 1969), war ein österreichischer Fußballnationalspieler auf der Position eines Stürmers.

## Karriere
Josef Hassmann begann seine Karriere als Jugendlicher bei der Admira in Jedlesee, wechselte jedoch 1931 zum FC Wien, damals noch FC Nicholson genannt, wo er regelmäßig in der österreichischen Meisterschaft zum Einsatz kam. Bei den Favoritnern konnte der Stürmer zwar nicht um den Titel mitspielen, empfahl sich jedoch bei Hugo Meisl durch gute Leistungen für die Nationalmannschaft. Der Stürmer wurde in den Kader der Fußball-Weltmeisterschaft 1934 in Italien berufen, bei der Österreich das Halbfinale erreichte. Josef Hassmann kam allerdings zu keinem Einsatz. Sein Debüt im Team konnte er schließlich am 11. November 1934 beim 3:0-Sieg über die Schweiz feiern. Der Stürmer sollte allerdings nur noch ein weiteres Länderspiel, 1935 gegen die Tschechoslowakei, bestreiten. 1937 verließ Josef Hassmann schließlich den FC Wien und pendelte während des Zweiten Weltkrieges zwischen mehreren Vereinen hin und her.
Er wurde am Stammersdorfer Zentralfriedhof bestattet. Das Grab ist bereits aufgelassen.

## Stationen
- SK Admira Wien (1926–1931)
- FC Nicholson/FC Wien (1931–1937)
- Straßenbahn (1937–1941)
- SK Rapid Wien (1941–1943)
- Straßenbahn (1945)
- Gaswerk (1945)

## Erfolge
- 2 Länderspiele für die österreichische Fußballnationalmannschaft von 1934 bis 1935